# Cohors I Gemina Sardorum et Corsorum

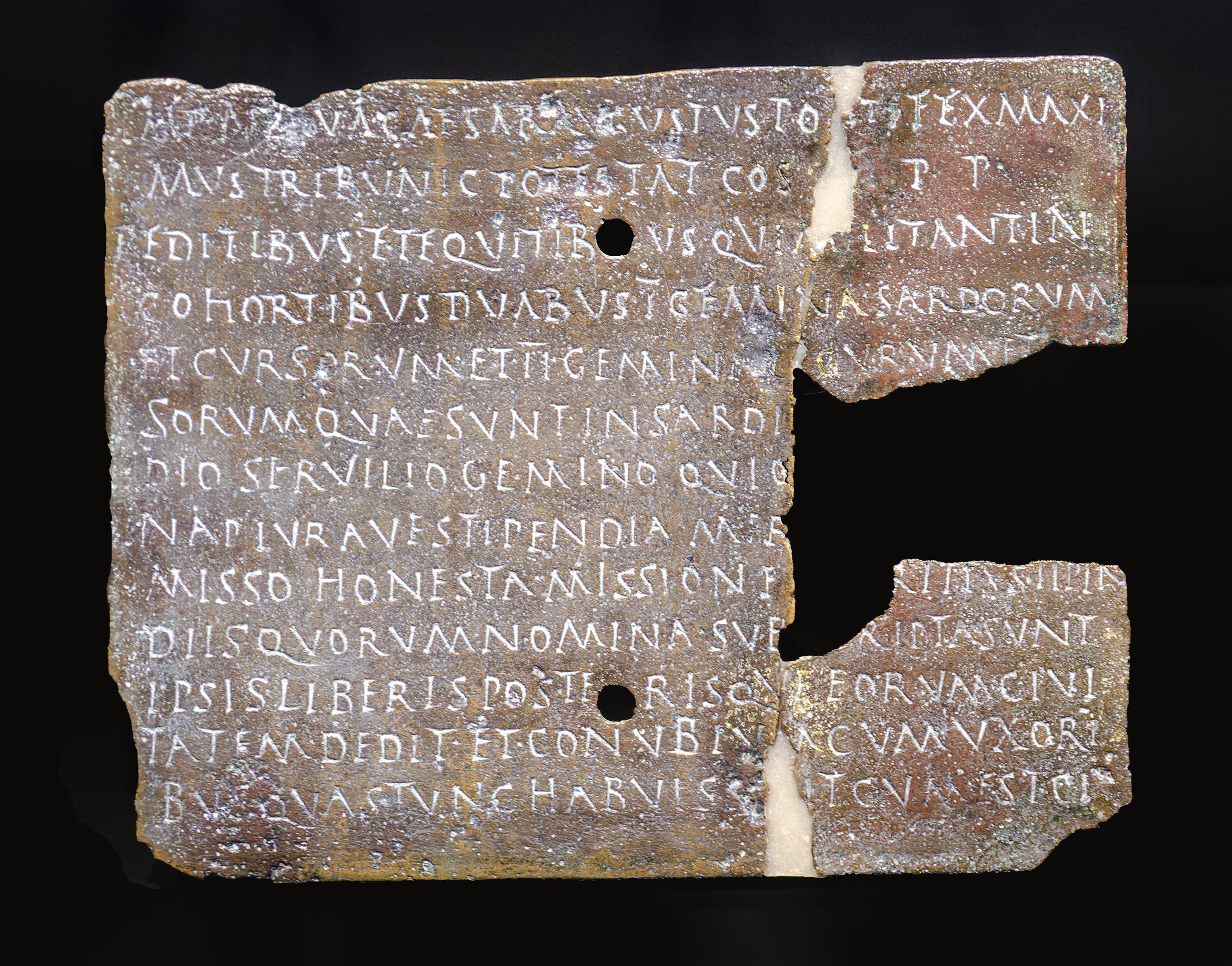
Das Militärdiplom vom 10. Oktober 96

Die Cohors I Gemina Sardorum et Corsorum (deutsch 1. Kohorte Gemina der Sarden und Korsen) war eine römische Auxiliareinheit. Sie ist durch Militärdiplome und Inschriften belegt. In Inschriften wird sie als Cohors Sardorum, Cohors I Sardorum oder Cohors Praetoria Sardorum bezeichnet.

## Namensbestandteile
- Cohors: Die Kohorte war eine Infanterieeinheit der Auxiliartruppen in der römischen Armee.

- I: Die römische Zahl steht für die Ordnungszahl die erste (lateinisch prima). Daher wird der Name dieser Militäreinheit als Cohors prima .. ausgesprochen.

- Gemina: (lateinisch Geminus Zwillings-).

- Sardorum et Corsorum: der Sarden und Korsen. Die Kohorte entstand wahrscheinlich im späten 1. Jh. n. Chr., als aus drei in der Provinz Sardinia stationierten Einheiten, der Cohors I Corsorum, der Cohors Ligurum und der Cohors I Sardorum zwei neue Einheiten gebildet wurden: die Cohors I Gemina Sardorum et Corsorum und die Cohors II Gemina Ligurum et Corsorum.[1]

- Praetoria: (lat. Praetorium Hauptplatz im Lager, Feldherrnzelt). Die Soldaten der Kohorte bildeten möglicherweise die Leibwache des Provinzstatthalters.[2] Der Zusatz kommt in der Inschrift (AE 1990, 458) vor.

Da es keine Hinweise auf die Namenszusätze milliaria (1000 Mann) und equitata (teilberitten) gibt, ist davon auszugehen, dass es sich um eine reine Infanterie-Kohorte, eine Cohors (quingenaria) peditata, handelt. Die Sollstärke der Einheit lag bei 480 Mann, bestehend aus 6 Centurien mit jeweils 80 Mann.

## Geschichte
Die Kohorte war in der Provinz Sardinia stationiert. Sie ist auf Militärdiplomen für die Jahre 88 bis 102 n. Chr. aufgeführt.
Der erste Nachweis in Sardinia beruht auf einem Diplom, das auf 88 datiert ist. In dem Diplom wird die Kohorte als Teil der Truppen aufgeführt, die in der Provinz stationiert waren. Weitere Diplome, die auf 96 bis 102 datiert sind, belegen die Einheit in derselben Provinz.
Der letzte Nachweis der Kohorte beruht auf der Inschrift (CIL 10, 7594), die auf 131/170 datiert ist.

## Standorte
Standorte der Kohorte in Sardinia waren möglicherweise:
- Caralis (Cagliari): Mehrere Inschriften wurden hier gefunden.

## Angehörige der Kohorte
Folgende Angehörige der Kohorte sind bekannt:
| - Charittis Cota[e] (CIL 10, 8321) - Farsonius Occiarius, ein Soldat (CIL 10, 7537) - G(aius) Arrius Laetus, ein Soldat (CIL 10, 7591) - Iulius Potitus, ein Centurio (AE 1990, 458) | - Iulius Venustus, ein Soldat (CIL 10, 7594) - Pa[], ein Centurio (CIL 10, 8321) - Surdinius Felix, ein Centurio (AE 1985, 485) - []erius Fa[] (AE 1971, 133) |